# Nekrolog 1. Quartal 1990
Nekrolog
◄◄
| ◄
| 1986
| 1987
| 1988
| 1989
| 1990 | 1991 | 1992 | 1993 | 1994 | ► | ►►
1. Quartal |
2. Quartal |
3. Quartal |
4. Quartal 1990
Weitere Ereignisse | Allgemeiner Nekrolog 1990
Die Beschreibung der verstorbenen Person sollte so kurz wie möglich gehalten sein und nur deren signifikante Tätigkeit(en) enthalten.
Neue Namen ggf. auch unter dem Geburts- und Sterbedatum, also etwa unter 1. Januar und im Geburts- und Sterbejahr (2024) eintragen (nur bei entsprechender großer Wichtigkeit). Für Beispiele siehe die schon vorhandenen Artikel.
Außerdem über die fünf zuletzt Verstorbenen, zu denen es einen ausreichend guten Artikel für eine Präsentation auf der Hauptseite gibt, nach der todesbedingten Überarbeitung der Artikel ggf. auch unter Wikipedia Diskussion:Hauptseite informieren und sie am besten auch in den anderen Wikipedia-Sprachversionen eintragen. Tipp: Regelmäßig bei news.google.de nach „ist tot“, „gestorben“ oder „verstorben“ suchen.
Wenn eine Person gestorben ist, gibt es viele Seiten zu dieser Person in der Wikipedia, die davon auch betroffen sind und entsprechend aktualisiert werden müssen. Beispiele: Namenübersichtsseite, Geburtsjahr, Geburtsort-Seiten und viele mehr.
Wie finde ich die betroffenen Seiten?
Im Suchfeld auf der linken Seite gibt man den Suchbegriff so ein: „Vorname Nachname“. Dann klickt man auf Volltext und alle Seiten mit entsprechendem Suchtext werden aufgerufen. Hier sieht man dann schnell, wo auch das Todesjahr Sinn macht oder sogar ein Teil des Artikels angepasst werden muss. Auch hilft das „Werkzeug“ auf der linken Seite sehr gut, um solche Seiten aufzufinden: „Links auf diese Seite“. Somit ist die Wikipedia wieder aktuell in allen Bereichen! Hinweis: bei Eintragung der Kategorie „Gestorben JAHR“ wird der Missbrauchsfilter 49 ausgelöst, was jedoch nicht schlimm ist. Siehe: Spezial:Missbrauchsfilter/49
Dies ist eine Liste von im ersten Quartal 1990 verstorbenen bekannten Persönlichkeiten. Die Einträge erfolgen innerhalb der einzelnen Daten alphabetisch sortiert. Tiere sind im Nekrolog für Tiere zu finden.

## Januar
| Tag        | Name                                           | Beruf, bekannt als                                                                                           | Alter | Beleg |
| ---------- | ---------------------------------------------- | --- | ----- | ----- |
| 1. Januar  | Bolesław Jaszczuk                              | polnischer Politiker (PZPR), Minister                                                                        | 76    |       |
| 1. Januar  | Heinz Hartnack                                 | deutscher Politiker (CDU), MdB                                                                               | 60    |       |
| 1. Januar  | Ernst Kuzorra                                  | deutscher Fußballspieler                                                                                     | 84    |       |
| 1. Januar  | Paul-Friedrich Nebelung                        | deutscher Politiker (NSDAP), MdR und Landrat                                                                 | 89    |       |
| 01. Januar | Raymond Petit                                  | französischer Leichtathlet                                                                                   | 79    |       |
| 1. Januar  | Valentin Schweiger                             | deutscher Pädagoge und Politiker (SPD)                                                                       | 89    |       |
| 1. Januar  | Gitta Steiner                                  | US-amerikanische Komponistin                                                                                 | 57    |       |
| 1. Januar  | Erik Stenius                                   | finnischer Philosoph, Sprachphilosoph, Hochschullehrer                                                       | 78    |       |
| 1. Januar  | Thomas Everett Thompson                        | britischer Malakologe                                                                                        | 56    |       |
| 1. Januar  | James W. Wood                                  | US-amerikanischer Astronaut und Testpilot                                                                    | 65    |       |
| 2. Januar  | Lawrence Alloway                               | englischer Kunstkritiker und Kurator                                                                         | 63    |       |
| 2. Januar  | Erich Altwein                                  | deutscher Politiker (SPD), MdL                                                                               | 83    |       |
| 2. Januar  | Evangelos Averoff                              | griechischer Politiker und mehrfacher Verteidigungs- sowie Außenminister                                     | 79    |       |
| 2. Januar  | Alan Hale, Jr.                                 | US-amerikanischer Schauspieler                                                                               | 68    |       |
| 2. Januar  | Walter Junge                                   | deutscher Maler und Kunsterzieher                                                                            | 84    |       |
| 2. Januar  | Georg Karstädt                                 | deutscher Musikwissenschaftler und Musikbibliothekar                                                         | 86    |       |
| 2. Januar  | Richard Kohlberger                             | deutscher Gewerkschafter und Politiker (SPD), MdB                                                            | 78    |       |
| 2. Januar  | Paul Albert Krumm                              | deutscher Schauspieler                                                                                       | 65    |       |
| 2. Januar  | Reginald Paget                                 | englischer Anwalt und Politiker                                                                              | 81    |       |
| 2. Januar  | Ben Reifel                                     | US-amerikanischer Politiker                                                                                  | 83    |       |
| 3. Januar  | Werner Junker                                  | deutscher Diplomat                                                                                           | 87    |       |
| 3. Januar  | Karl Heinz Taubert                             | deutscher Tanzhistoriker und Musikpädagoge                                                                   | 77    |       |
| 3. Januar  | Peter Van Steeden                              | US-amerikanischer Bandleader und Komponist                                                                   | 85    |       |
| 3. Januar  | Ernst Widmer                                   | schweizerisch-brasilianischer Komponist                                                                      | 62    |       |
| 4. Januar  | Harold E. Edgerton                             | US-amerikanischer Elektroingenieur, Erfinder des Stroboskops                                                 | 86    |       |
| 4. Januar  | Alberto Lleras Camargo                         | kolumbianischer Politiker, Präsident von Kolumbien (1945–1946 und 1958–1962) sowie Generalsekretär der OAS   | 83    |       |
| 04. Januar | Per Samuelshaug                                | norwegischer Skilangläufer                                                                                   | 84    |       |
| 4. Januar  | Kurt-Werner Seidel                             | deutscher Feuerwehrmann, Leiter der Berliner Feuerwehr                                                       | 59    |       |
| 4. Januar  | Kurt Sohns                                     | deutscher Maler, Zeichner und Graphiker                                                                      | 82    |       |
| 4. Januar  | Vladimir Ussachevski                           | russisch-US-amerikanischer Komponist                                                                         | 78    |       |
| 4. Januar  | Wim Volkers                                    | niederländischer Fußballspieler                                                                              | 90    |       |
| 4. Januar  | Alfred Michael Watson                          | US-amerikanischer römisch-katholischer Geistlicher                                                           | 81    |       |
| 5. Januar  | Henry Bolte                                    | australischer Politiker                                                                                      | 81    |       |
| 5. Januar  | Wilhelm Buchauer                               | deutscher Kommunal- und Landespolitiker (SPD)                                                                | 74    |       |
| 5. Januar  | Lola Iturbe                                    | spanische Autorin, Feministin, Anarchistin und Syndikalistin                                                 | 87    |       |
| 5. Januar  | Arthur Kennedy                                 | US-amerikanischer Schauspieler                                                                               | 75    |       |
| 5. Januar  | Max Mairich                                    | deutscher Schauspieler                                                                                       | 79    |       |
| 5. Januar  | Kléber Piot                                    | französischer Radrennfahrer                                                                                  | 69    |       |
| 5. Januar  | Genrich Iwanowitsch Sidorenkow                 | sowjetischer Eishockeyspieler                                                                                | 58    |       |
| 5. Januar  | Manfred Straka                                 | österreichischer Historiker                                                                                  | 78    |       |
| 5. Januar  | Hermann Tomada                                 | deutscher Maler und Bildhauer                                                                                | 82    |       |
| 6. Januar  | Herbert W. Briggs                              | US-amerikanischer Jurist und Professor an der Cornell University                                             | 89    |       |
| 6. Januar  | Ian Charleson                                  | schottischer Film- und Theaterschauspieler                                                                   | 40    |       |
| 6. Januar  | Hans Jaray                                     | österreichischer Schauspieler, Regisseur und Autor                                                           | 83    |       |
| 6. Januar  | Georg Manecke                                  | deutscher Chemiker                                                                                           | 73    |       |
| 6. Januar  | Albin Neumann                                  | österreichischer Zauberkünstler                                                                              | 80    |       |
| 6. Januar  | Hansjürgen Staudinger                          | deutscher Biochemiker und Hochschullehrer                                                                    | 75    |       |
| 6. Januar  | Pawel Alexejewitsch Tscherenkow                | russischer Physiker                                                                                          | 85    |       |
| 7. Januar  | Eero Böök                                      | finnischer Schachspieler                                                                                     | 79    |       |
| 7. Januar  | Tadeusz Brzeziński                             | polnischer Diplomat                                                                                          | 93    |       |
| 7. Januar  | John Leonard Clive                             | US-amerikanischer Historiker                                                                                 | 65    |       |
| 7. Januar  | Gerald Gardiner, Baron Gardiner                | britischer Jurist und Politiker                                                                              | 89    |       |
| 7. Januar  | Esther James                                   | neuseeländische Autorin, Erfinderin, Fotomodell, Langstreckengeherin und Bauunternehmerin                    | 89    |       |
| 7. Januar  | Edwin McAlpine, Baron McAlpine of Moffat       | britischer Unternehmer                                                                                       | 82    |       |
| 7. Januar  | Bronko Nagurski                                | kanadischer American-Football-Spieler                                                                        | 81    |       |
| 7. Januar  | Hugo Roller                                    | deutscher Politiker (SPD), MdL                                                                               | 82    |       |
| 7. Januar  | Harry Lionel Shapiro                           | US-amerikanischer Anthropologe                                                                               | 87    |       |
| 7. Januar  | Ray R. Scoville                                | US-amerikanischer Erfinder und Tontechniker                                                                  | 84    |       |
| 7. Januar  | Johanna Töpfer                                 | deutsche Politikerin (FDGB), MdV                                                                             | 60    |       |
| 8. Januar  | Andrée Aeschlimann-Rochat                      | Schweizer Komponistin und Pianistin                                                                          | 89    |       |
| 8. Januar  | Johann Asch                                    | deutscher Kommunalpolitiker (SPD), Bürgermeister von Rheinhausen                                             | 79    |       |
| 8. Januar  | Georgie Auld                                   | US-amerikanischer Jazz-Tenorsaxophonist, Klarinettist und Bandleader des Swing                               | 70    |       |
| 8. Januar  | Joseph Clemens von Bayern                      | bayerischer Prinz aus dem Haus Wittelsbach                                                                   | 87    |       |
| 8. Januar  | Jaime Gil de Biedma                            | spanischer Dichter                                                                                           | 60    |       |
| 8. Januar  | Mario Brignoli                                 | italienischer Geher                                                                                          | 87    |       |
| 8. Januar  | Herbert Hellmann                               | deutscher Politiker (SPD), MdL                                                                               | 69    |       |
| 8. Januar  | August Sturm                                   | österreichischer Turner                                                                                      | 77    |       |
| 8. Januar  | Terry-Thomas                                   | britischer Schauspieler                                                                                      | 78    |       |
| 8. Januar  | Horst Freiherr Treusch von Buttlar-Brandenfels | deutscher Offizier, zuletzt Generalmajor sowie Mitglied des Oberkommandos der Wehrmacht                      | 89    |       |
| 9. Januar  | Paul Bauer                                     | deutscher Bergsteiger und nationalsozialistischer Funktionär                                                 | 93    |       |
| 9. Januar  | Roger Bower                                    | britischer General                                                                                           | 86    |       |
| 9. Januar  | Rosemarie Clausen                              | deutsche Theaterfotografin                                                                                   | 82    |       |
| 9. Januar  | Alfred Coste-Floret                            | französischer Politiker, Mitglied der Nationalversammlung, MdEP und Jurist                                   | 78    |       |
| 9. Januar  | Kurt Gellert                                   | deutscher Bauernführer                                                                                       | 90    |       |
| 9. Januar  | Pierre Herman                                  | französischer Politiker, Mitglied der Nationalversammlung                                                    | 79    |       |
| 9. Januar  | Georg Rudolf Lind                              | deutscher Romanist                                                                                           | 63    |       |
| 9. Januar  | Buschi Niebergall                              | deutscher Jazzmusiker                                                                                        | 51    |       |
| 9. Januar  | Maston E. O’Neal                               | US-amerikanischer Politiker                                                                                  | 82    |       |
| 9. Januar  | Bazilio Olara Okello                           | ugandischer Politiker, Präsident Ugandas                                                                     |       |       |
| 9. Januar  | Jacques Soufflet                               | französischer Politiker und Offizier                                                                         | 77    |       |
| 9. Januar  | Cemal Süreya                                   | türkischer Schriftsteller                                                                                    |       |       |
| 9. Januar  | Homer G. Tasker                                | US-amerikanischer Tontechniker                                                                               | 90    |       |
| 9. Januar  | Michael Wolgensinger                           | Schweizer Fotograf und Reporter                                                                              | 76    |       |
| 10. Januar | Aldo Bassan                                    | italienischer Dokumentarfilmer                                                                               | 63    |       |
| 10. Januar | Juliet Berto                                   | französische Schauspielerin, Filmregisseurin und Drehbuchautorin                                             | 42    |       |
| 10. Januar | Ernst Engelbrecht-Greve                        | deutscher Politiker (CDU), MdL, MdB, MdEP                                                                    | 73    |       |
| 10. Januar | Mino Guerrini                                  | italienischer Filmregisseur und Drehbuchautor                                                                | 62    |       |
| 10. Januar | Meta Menz                                      | österreichische Balletttänzerin                                                                              | 83    |       |
| 10. Januar | Gene Phillips                                  | US-amerikanischer Musiker des Jump Blues (Gitarre, Gesang)                                                   | 74    |       |
| 10. Januar | Liesel Schuch-Ganzel                           | deutsche Koloratursopranistin                                                                                | 98    |       |
| 10. Januar | Otto Weidinger                                 | deutscher SS-Obersturmbannführer                                                                             | 75    |       |
| 10. Januar | Lyle R. Wheeler                                | US-amerikanischer Art Director und Production Designer                                                       | 84    |       |
| 11. Januar | Franz Gaumannmüller                            | österreichischer römisch-katholischer Geistlicher und Theologe; Zisterzienser; Abt des Stiftes Heiligenkreuz | 75    |       |
| 11. Januar | Orlando Mendes                                 | mosambikanischer Schriftsteller                                                                              | 73    |       |
| 11. Januar | Heinz Rabe                                     | deutscher Schauspieler und Hörspielsprecher                                                                  | 68    |       |
| 11. Januar | Georg Schaefer                                 | deutsch-US-amerikanischer Maler und Buchautor                                                                | 63    |       |
| 11. Januar | Kurt Teubner                                   | deutscher Maler und Grafiker                                                                                 | 86    |       |
| 12. Januar | Joseph S. Clark                                | US-amerikanischer Politiker                                                                                  | 88    |       |
| 12. Januar | Walter Robert Corti                            | Schweizer Philosoph und Publizist                                                                            | 79    |       |
| 12. Januar | Gaston Crunelle                                | französischer Flötist und Musikpädagoge                                                                      | 91    |       |
| 12. Januar | Peter Förster                                  | deutscher Bobfahrer                                                                                          | 28    |       |
| 12. Januar | Hellmut Grashey                                | stellvertretender Inspekteur des Heeres der Bundeswehr                                                       | 75    |       |
| 12. Januar | John Hansen                                    | dänischer Fußballspieler und -trainer                                                                        | 65    |       |
| 12. Januar | Laurence J. Peter                              | kanadisch-US-amerikanischer Pädagoge und Hochschullehrer                                                     | 70    |       |
| 12. Januar | Paul Amadeus Pisk                              | österreichisch-US-amerikanischer Musikwissenschaftler und Komponist                                          | 96    |       |
| 12. Januar | Stefan Schwer                                  | deutscher Opernsänger                                                                                        | 87    |       |
| 13. Januar | Wolfgang Bechtold                              | deutscher NS-Funktionär, Verwaltungsbeamter und späterer Landrat in Lörrach                                  | 81    |       |
| 13. Januar | Georg Funk                                     | deutscher Architekt und Stadtplaner                                                                          | 88    |       |
| 13. Januar | Simon Guttmann                                 | deutscher Dichter des Expressionismus                                                                        | 98    |       |
| 13. Januar | Ljudmila Gwischiani-Kossygina                  | sowjetische Historikerin und Bibliothekarin                                                                  | 61    |       |
| 13. Januar | Lola Rogge                                     | deutsche Tänzerin, Choreografin und Pädagogin                                                                | 81    |       |
| 13. Januar | Gerhard Sturmberger                            | österreichischer Fußballspieler                                                                              | 49    |       |
| 14. Januar | Eve Balfour                                    | britische Agrarwissenschaftlerin                                                                             | 91    |       |
| 14. Januar | Ruth Bunzel                                    | US-amerikanische Anthropologin                                                                               | 91    |       |
| 14. Januar | Mani Madhava Chakyar                           | indischer Schauspieler und Sanskrit-Gelehrter                                                                | 90    |       |
| 14. Januar | Sabri Dino                                     | türkischer Fußballspieler und Unternehmer                                                                    | 48    |       |
| 14. Januar | Adalbert Görcz                                 | österreichischer Politiker (ÖVP), Landtagsabgeordneter im Burgenland                                         | 68    |       |
| 14. Januar | Hellmut Haase-Altendorf                        | deutscher Komponist und Pianist                                                                              | 77    |       |
| 14. Januar | Herbert Tieber                                 | österreichischer Politiker (SPÖ), Abgeordneter zum Nationalrat                                               | 47    |       |
| 14. Januar | John Witty                                     | britischer Schauspieler                                                                                      | 74    |       |
| 14. Januar | Stanisław Krystyn Zaremba                      | polnischer Mathematiker und Bergsteiger                                                                      | 86    |       |
| 15. Januar | Ross Hill                                      | US-amerikanischer Schauspieler                                                                               | 16    |       |
| 15. Januar | Gordon Jackson                                 | schottischer Schauspieler                                                                                    | 66    |       |
| 15. Januar | Rudolf Werner Kipp                             | deutscher Dokumentarfilmer und Filmproduzent                                                                 | 70    |       |
| 15. Januar | Werner Rohde                                   | deutscher Fotograf                                                                                           | 83    |       |
| 15. Januar | Zeno Vancea                                    | rumänischer Komponist, Musikwissenschaftler und Hochschullehrer                                              | 89    |       |
| 16. Januar | Robert Lamartine                               | französischer Fußballspieler                                                                                 | 54    |       |
| 16. Januar | Edgar Lüscher                                  | Schweizer Experimentalphysiker und Hochschullehrer                                                           | 64    |       |
| 16. Januar | Alfred Maleta                                  | österreichischer Politiker, Nationalratspräsident                                                            | 84    |       |
| 16. Januar | Jean Saint-Fort Paillard                       | französischer Dressur- und Vielseitigkeitsreiter                                                             | 76    |       |
| 17. Januar | Anton Afritsch                                 | österreichischer Politiker (SPÖ), Landtagsabgeordneter, Mitglied des Bundesrates                             | 87    |       |
| 17. Januar | Oleksandra Artjuschenko                        | sowjetische Botanikerin und Paläobotanikerin                                                                 | 78    |       |
| 17. Januar | Freddie Brocksieper                            | deutscher Jazz-Musiker, Schlagzeuger und Bandleader                                                          | 77    |       |
| 17. Januar | Danie Burger                                   | südafrikanisch-simbabwischer Hürdenläufer, Stabhochspringer, Zehnkämpfer und Sprinter                        | 56    |       |
| 17. Januar | Charles Hernu                                  | französischer Politiker der Sozialisten, Mitglied der Nationalversammlung                                    | 66    |       |
| 17. Januar | Manfred Künne                                  | deutscher Schriftsteller                                                                                     | 58    |       |
| 17. Januar | Erich Leucht                                   | deutscher Schlosser, Gewerkschafter und Politiker (KPD)                                                      | 87    |       |
| 17. Januar | Léon Motchane                                  | französischer Mathematiker                                                                                   | 89    |       |
| 17. Januar | Kurt-Adolf Thelen                              | deutscher Sänger, Komponist und Texter                                                                       | 78    |       |
| 18. Januar | Melanie Appleby                                | britische Popsängerin                                                                                        | 23    |       |
| 18. Januar | Mireille Dumont                                | französische Politikerin                                                                                     | 88    |       |
| 18. Januar | Rusty Hamer                                    | US-amerikanischer Schauspieler                                                                               | 42    |       |
| 18. Januar | Edouard Izac                                   | US-amerikanischer Politiker                                                                                  | 98    |       |
| 18. Januar | Hermann Lemp                                   | deutscher Altphilologe und Gymnasiallehrer                                                                   | 78    |       |
| 18. Januar | Heinrich Rempe                                 | deutscher Jurist                                                                                             | 87    |       |
| 19. Januar | Pierre Barbizet                                | französischer Pianist und Musikpädagoge                                                                      | 67    |       |
| 19. Januar | Klawdija Barchatowa                            | sowjetische Astronomin und Hochschullehrerin                                                                 | 72    |       |
| 19. Januar | Viña Delmar                                    | US-amerikanische Drehbuchautorin                                                                             | 86    |       |
| 19. Januar | Myles Horton                                   | US-amerikanischer Aktivist                                                                                   | 84    |       |
| 19. Januar | Osho                                           | indischer Philosoph und Guru, Gründer und Führer einer umstrittenen religiösen Bewegung                      | 58    |       |
| 19. Januar | Alexander Aronowitsch Petschjorski             | Offizier der Roten Armee, leitete den Ausbruch von Häftlingen aus dem KZ Sobibor                             | 80    |       |
| 19. Januar | Eddy Snijders                                  | surinamischer Musiker und Komponist                                                                          | 66    |       |
| 19. Januar | Herbert Wehner                                 | deutscher Politiker (KPD, SPD), MdL, MdB, MdEP                                                               | 83    |       |
| 19. Januar | J. Ernest Wharton                              | US-amerikanischer Politiker                                                                                  | 90    |       |
| 20. Januar | Claude Auclair                                 | französischer Comiczeichner                                                                                  | 46    |       |
| 20. Januar | Hayedeh                                        | persische Sängerin                                                                                           | 47    |       |
| 20. Januar | Heinz Isterheil                                | deutscher Schauspieler und Theaterintendant                                                                  | 75    |       |
| 20. Januar | Barbara Stanwyck                               | US-amerikanische Schauspielerin                                                                              | 82    |       |
| 20. Januar | Fernand Vandernotte                            | französischer Ruderer                                                                                        | 87    |       |
| 20. Januar | Peter Weiand                                   | deutscher Fußballfunktionär, Präsident des 1. FC Köln                                                        | 70    |       |
| 21. Januar | Trude Fleischmann                              | österreichisch-US-amerikanische Fotografin                                                                   | 94    |       |
| 21. Januar | Wilhelm Flitner                                | deutscher Pädagoge                                                                                           | 100   |       |
| 21. Januar | Franz Loeser                                   | deutscher Philosoph                                                                                          | 65    |       |
| 21. Januar | Anton Meurer                                   | deutscher Politiker (CDU), MdBB und Lehrer                                                                   | 70    |       |
| 21. Januar | Mahmoud Namdjou                                | iranischer Gewichtheber                                                                                      | 71    |       |
| 22. Januar | Anna Maria Bisi                                | italienische Archäologin                                                                                     | 51    |       |
| 22. Januar | Gordon Buehrig                                 | US-amerikanischer Automobildesigner                                                                          | 85    |       |
| 22. Januar | Carl Frankenstein                              | deutscher Sozialpädagoge, Hochschullehrer in Israel                                                          | 84    |       |
| 22. Januar | Gerhard Klarner                                | deutscher Nachrichtensprecher                                                                                | 62    |       |
| 22. Januar | Helmut Krausnick                               | deutscher Historiker                                                                                         | 84    |       |
| 22. Januar | Heinrich Pahlenberg                            | deutscher Politiker (CDU), MdL                                                                               | 78    |       |
| 22. Januar | Mariano Rumor                                  | italienischer Politiker, Mitglied der Camera dei deputati, MdEP                                              | 74    |       |
| 22. Januar | Heinz-Josef Stammel                            | deutscher Pressefotograf, Journalist und Autor                                                               | 64    |       |
| 22. Januar | Roman Vishniac                                 | US-amerikanischer Fotograf                                                                                   | 92    |       |
| 22. Januar | Wilhelm Wiebens                                | deutscher SS-Offizier in der Einsatzgruppe B                                                                 | 83    |       |
| 23. Januar | Justus Bier                                    | deutscher Kunsthistoriker                                                                                    | 90    |       |
| 23. Januar | Allen Collins                                  | US-amerikanischer Gitarrist                                                                                  | 37    |       |
| 23. Januar | Gerald Gibbs                                   | britischer Kameramann                                                                                        | 82    |       |
| 23. Januar | Nikolaus Hofreiter                             | österreichischer Mathematiker                                                                                | 85    |       |
| 23. Januar | Charley Eugene Johns                           | US-amerikanischer Politiker, Gouverneur von Florida                                                          | 84    |       |
| 23. Januar | Raúl Kaplún                                    | argentinischer Geiger, Bandleader und Tangokomponist                                                         | 79    |       |
| 23. Januar | Galo Leoz                                      | spanischer Augenarzt                                                                                         | 110   |       |
| 23. Januar | Thomas Niederreuther                           | deutscher Kaufmann, Maler und Schriftsteller                                                                 | 80    |       |
| 24. Januar | Araken                                         | brasilianischer Fußballspieler                                                                               | 84    |       |
| 24. Januar | Madge Bellamy                                  | US-amerikanische Schauspielerin                                                                              | 90    |       |
| 24. Januar | Otto Luschnat                                  | deutscher Klassischer Philologe                                                                              | 78    |       |
| 24. Januar | Leendert Gerrit Westerink                      | niederländischer Altphilologe                                                                                | 76    |       |
| 25. Januar | Dámaso Alonso                                  | spanischer Dichter, Romanist und Hispanist                                                                   | 91    |       |
| 25. Januar | Emmi Dölling                                   | tschechoslowakische, später deutsche Journalistin und Kommunistin                                            | 83    |       |
| 25. Januar | Ava Gardner                                    | US-amerikanische Schauspielerin                                                                              | 67    |       |
| 25. Januar | Miloš Hrazdíra                                 | tschechoslowakischer Radrennfahrer                                                                           | 44    |       |
| 25. Januar | Georges Mantha                                 | kanadischer Eishockeyspieler und -trainer                                                                    | 81    |       |
| 26. Januar | Hal Draper                                     | US-amerikanischer Sozialist, Marxismusforscher, Autor und Übersetzer                                         | 75    |       |
| 26. Januar | Bob Gerard                                     | britischer Rennfahrer                                                                                        | 76    |       |
| 26. Januar | Toninho Guerreiro                              | brasilianischer Fußballspieler                                                                               | 47    |       |
| 26. Januar | Higashikuni Naruhiko                           | japanischer Politiker und Premierminister                                                                    | 102   |       |
| 26. Januar | Miloslav Ištvan                                | tschechischer Komponist und Musikpädagoge                                                                    | 61    |       |
| 26. Januar | Heinz Liste                                    | deutscher Landwirt, MdV (DBD)                                                                                | 66    |       |
| 26. Januar | Lewis Mumford                                  | US-amerikanischer Architekturkritiker und Wissenschaftler                                                    | 94    |       |
| 26. Januar | Moritz-Ernst Priebe                            | deutscher Theologe und Politiker (SPD), MdB                                                                  | 88    |       |
| 26. Januar | Ulrich Schaefer                                | deutscher Anthropologe                                                                                       | 67    |       |
| 26. Januar | Boy Trip                                       | niederländischer Wirtschaftsmanager und Politiker (KVP, PPR)                                                 | 68    |       |
| 27. Januar | Francine Benoît                                | portugiesische Musikerin, Musiklehrerin, Komponistin, Dirigentin und Musikkritikerin                         | 95    |       |
| 27. Januar | Ulrich Fleck                                   | deutscher Psychiater und Neurologe                                                                           | 99    |       |
| 27. Januar | Alfred Perlès                                  | österreichisch-britischer Autor                                                                              |       |       |
| 27. Januar | Anton Rückel                                   | deutscher Bildhauer                                                                                          | 70    |       |
| 27. Januar | Travis Webb                                    | US-amerikanischer Rennfahrer                                                                                 | 79    |       |
| 27. Januar | Henry Winterfeld                               | deutsch-US-amerikanischer Schriftsteller                                                                     | 88    |       |
| 28. Januar | Walter Engel                                   | austroamerikanischer Journalist und Schauspieler                                                             | 78    |       |
| 28. Januar | Tibor Flórián                                  | ungarischer Schachspieler, -komponist, -Autor und -Funktionär                                                | 70    |       |
| 28. Januar | Dieter Gütt                                    | deutscher Journalist                                                                                         | 65    |       |
| 28. Januar | Fritz Schmitz                                  | deutscher Jurist                                                                                             | 92    |       |
| 28. Januar | Clarence Sharpe                                | US-amerikanischer Jazzmusiker                                                                                |       |       |
| 28. Januar | Gerhard Steen                                  | deutscher Politiker (SPD), MdL                                                                               | 66    |       |
| 28. Januar | Edward Szymkowiak                              | polnischer Fußballspieler                                                                                    | 57    |       |
| 28. Januar | Frederick William Winterbotham                 | britischer Oberst und Historiker                                                                             | 92    |       |
| 29. Januar | Karl Abraham                                   | deutscher Wirtschaftspädagoge                                                                                | 85    |       |
| 29. Januar | Josef Konrad Scheuber                          | Schweizer Geistlicher und Jugend- und Volksschriftsteller                                                    | 84    |       |
| 29. Januar | Ernst Fellinger                                | österreichischer Politiker (KPÖ)                                                                             | 80    |       |
| 29. Januar | Hadwen C. Fuller                               | US-amerikanischer Politiker                                                                                  | 94    |       |
| 29. Januar | Werner Jorns                                   | deutscher Archäologe                                                                                         | 80    |       |
| 30. Januar | R. Dale Butts                                  | US-amerikanischer Komponist und Arrangeur                                                                    | 79    |       |
| 30. Januar | Severino Canavesi                              | italienischer Radsportler                                                                                    | 79    |       |
| 30. Januar | Erwin Ludwig Diemer                            | deutscher katholischer Geistlicher                                                                           | 66    |       |
| 30. Januar | Werner Eichhorn                                | deutscher Sinologe                                                                                           | 90    |       |
| 30. Januar | John Lindgren                                  | schwedischer Skilangläufer                                                                                   | 90    |       |
| 30. Januar | Sepp Löwinger                                  | österreichischer Volksschauspieler und Komödiant                                                             | 90    |       |
| 30. Januar | Albert Räber                                   | Schweizer Politiker (SP)                                                                                     | 88    |       |
| 30. Januar | Alfred Rohde                                   | deutscher Politiker (SED), MdV                                                                               | 68    |       |
| 30. Januar | Erich Stephany                                 | deutscher Prälat und Domkapitular                                                                            | 79    |       |
| 31. Januar | Ricardo Bordallo                               | US-amerikanischer Politiker (Guam)                                                                           | 62    |       |
| 31. Januar | Eveline Du Bois-Reymond Marcus                 | deutsch-brasilianische Zoologin und Zeichnerin                                                               | 88    |       |
| 31. Januar | Juan Francisco Giacobbe                        | argentinischer Komponist, Musikwissenschaftler und Musikpädagoge                                             | 82    |       |
| 31. Januar | Rashad Khalifa                                 | ägyptisch-US-amerikanischer Islamwissenschaftler und Informatiker                                            | 54    |       |
| 31. Januar | Samuel Cochran Phillips                        | US-amerikanischer General                                                                                    | 68    |       |
| 31. Januar | Hans Putz                                      | österreichischer Schauspieler                                                                                | 69    |       |
| 31. Januar | Dick Wilson                                    | US-amerikanischer Politiker, Stammesvorstand der Oglala-Lakota-Indianer                                      | 55    |       |
| Januar     | Harry J. Bong                                  | deutscher Schauspieler, Hörspiel- und Synchronsprecher                                                       |       |       |

## Februar
| Tag         | Name                                    | Beruf, bekannt als                                                                                  | Alter | Beleg |
| ----------- | --------------------------------------- | --------------------------------------------------------------------------------------------------- | ----- | ----- |
| 1. Februar  | Ray Bateman, Jr.                        | US-amerikanischer Rennrodler                                                                        | 34    |       |
| 1. Februar  | Roman Brodmann                          | Schweizer Journalist und Dokumentarfilmer                                                           | 69    |       |
| 1. Februar  | Gianfranco Contini                      | italienischer Romanist, Italianist und Literaturwissenschaftler                                     | 78    |       |
| 1. Februar  | Peter Racine Fricker                    | englischer Komponist und Musikpädagoge                                                              | 69    |       |
| 1. Februar  | Jadwiga Wajs                            | polnische Leichtathletin                                                                            | 78    |       |
| 2. Februar  | Paul Ariste                             | sowjetischer estnischer Sprachwissenschaftler                                                       | 84    |       |
| 2. Februar  | Paul Arzens                             | französischer Designer                                                                              | 86    |       |
| 2. Februar  | Joe Erskine                             | britischer Boxer                                                                                    | 56    |       |
| 2. Februar  | Mel Lewis                               | US-amerikanischer Jazz-Schlagzeuger                                                                 | 60    |       |
| 2. Februar  | Hans Schumm                             | deutscher Schauspieler                                                                              | 93    |       |
| 2. Februar  | Don Welsh                               | englischer Fußballspieler und -trainer                                                              | 78    |       |
| 3. Februar  | Paul Falke                              | deutscher Unternehmer der Textilindustrie und Kommunalpolitiker                                     | 70    |       |
| 3. Februar  | Willibald Kirbes                        | österreichischer Fußballnationalspieler                                                             | 87    |       |
| 3. Februar  | Lola Landau                             | deutsche Schriftstellerin jüdischer Herkunft                                                        | 97    |       |
| 3. Februar  | Jane Novak                              | US-amerikanische Schauspielerin                                                                     | 94    |       |
| 3. Februar  | Erwin Schneiter                         | Schweizer Schriftsteller                                                                            | 72    |       |
| 3. Februar  | Hans-Peter Will                         | deutscher Verwaltungsbeamter und Politiker (SPD), MdL, MdB                                          | 90    |       |
| 4. Februar  | Alice Brasse-Forstmann                  | baltisch-deutsche Malerin und Grafikerin                                                            | 86    |       |
| 4. Februar  | Berta Karlik                            | österreichische Physikerin                                                                          | 86    |       |
| 4. Februar  | Friedrich Kasy                          | österreichischer Zoologe und Umweltschützer                                                         | 69    |       |
| 4. Februar  | Henrik Seppik                           | estnischer Esperanto-Grammatiker und Lexikograf                                                     | 84    |       |
| 4. Februar  | Arthur Swatek                           | deutscher Politiker (SED)                                                                           | 57    |       |
| 5. Februar  | William Warren Bartley                  | US-amerikanischer Philosoph                                                                         | 55    |       |
| 5. Februar  | Günter Blum                             | deutscher Politiker (SED) und Diplomat, Botschafter der DDR                                         | 67    |       |
| 5. Februar  | Richard Damberger                       | österreichischer Maler                                                                              | 57    |       |
| 5. Februar  | Karl-Heinz Hahn                         | deutscher Germanist und Literaturwissenschaftler                                                    | 68    |       |
| 5. Februar  | Eugenio Henke                           | italienischer Admiral, Geheimdienstchef, Generalstabschef                                           | 80    |       |
| 5. Februar  | Edgar Herschler                         | US-amerikanischer Politiker und Gouverneur von Wyoming                                              | 71    |       |
| 5. Februar  | Père Marie-Benoît                       | französischer Kapuziner und Gerechter unter den Völkern                                             | 94    |       |
| 5. Februar  | Joseph Mauclair                         | französischer Radrennfahrer                                                                         | 83    |       |
| 5. Februar  | Thijs van Oers                          | niederländischer Radrennfahrer                                                                      | 89    |       |
| 5. Februar  | King Perry                              | US-amerikanischer Jazz- und Rhythm-&-Blues-Musiker (Altsaxophon, Klarinette, Gesang) und Bandleader |       |       |
| 5. Februar  | Friedrich Press                         | deutscher Bildhauer, Maler und Kirchenraumgestalter                                                 | 85    |       |
| 5. Februar  | Adam Schlitt                            | deutscher Philologe und Heimatforscher                                                              | 76    |       |
| 5. Februar  | Sümeyra                                 | türkische Sängerin und Saz-Interpretin                                                              | 43    |       |
| 6. Februar  | Max Eichin                              | deutscher Maler und Bildhauer                                                                       | 86    |       |
| 6. Februar  | Albrecht Glenz                          | deutscher Bildhauer                                                                                 | 82    |       |
| 6. Februar  | Guðmundur Daníelsson                    | isländischer Schriftsteller                                                                         | 79    |       |
| 6. Februar  | John Merivale                           | kanadischer Schauspieler                                                                            | 72    |       |
| 6. Februar  | Werner Weiß                             | deutscher Politiker (CDU), MdL, MdB                                                                 | 63    |       |
| 7. Februar  | Max Koecher                             | deutscher Mathematiker, Hochschullehrer und Autor                                                   | 66    |       |
| 7. Februar  | Hanna Kohner                            | tschechische Holocaustüberlebende                                                                   | 70    |       |
| 7. Februar  | Stephen Robert Nockolds                 | britischer Geochemiker und Petrograph vor allem von magmatischen Gesteinen                          | 80    |       |
| 7. Februar  | Alan J. Perlis                          | US-amerikanischer Informatiker                                                                      | 67    |       |
| 7. Februar  | Ernst Andreas Rauch                     | deutscher Bildhauer                                                                                 | 89    |       |
| 7. Februar  | Jimmy Van Heusen                        | US-amerikanischer Komponist                                                                         | 77    |       |
| 8. Februar  | François-Nestor Adam                    | italienisch-schweizerischer Priester, Bischof von Sitten                                            | 87    |       |
| 8. Februar  | Rhys Adrian                             | britischer Schriftsteller                                                                           | 61    |       |
| 8. Februar  | Han Engelsman                           | niederländischer Fußballspieler                                                                     | 70    |       |
| 8. Februar  | Hendrik Albertus Geldenhuys             | südafrikanischer Botschafter                                                                        | 64    |       |
| 8. Februar  | Babette Gross                           | deutsche Publizistin                                                                                | 91    |       |
| 8. Februar  | Katalin Karády                          | ungarische Schauspielerin und Sängerin                                                              | 79    |       |
| 8. Februar  | Albert Klein                            | deutscher Geistlicher, Bischof der Evangelischen Kirche A.B. in Rumänien                            | 79    |       |
| 8. Februar  | Charles Maclean, Baron Maclean          | britischer Hofbeamter                                                                               | 73    |       |
| 8. Februar  | Georges de Mestral                      | Schweizer Ingenieur, Erfinder des Klettverschlusses                                                 | 82    |       |
| 8. Februar  | Del Shannon                             | US-amerikanischer Rock 'n' Roll-Sänger                                                              | 55    |       |
| 8. Februar  | Ernest Titterton                        | britisch-australischer Kernphysiker                                                                 | 73    |       |
| 9. Februar  | Heinz Grothe                            | deutscher Autor                                                                                     | 77    |       |
| 9. Februar  | Ilse Hollweg                            | deutsche Sopranistin (Koloratursopran)                                                              | 67    |       |
| 9. Februar  | Joachim Hunger                          | deutscher Regattasegler und Mediziner                                                               | 32    |       |
| 9. Februar  | Martin Mombaur                          | deutscher Politiker (Die Grünen), MdL                                                               | 51    |       |
| 9. Februar  | Hans Neumann                            | deutscher Germanist                                                                                 | 86    |       |
| 9. Februar  | Wladimir Wassiljewitsch Schischkin      | sowjetischer Schachspieler                                                                          | 52    |       |
| 9. Februar  | Karl Schlierf                           | deutscher Lithograf, Grafiker und Maler                                                             | 87    |       |
| 9. Februar  | Wilhelm Schott                          | deutscher Maler                                                                                     | 96    |       |
| 9. Februar  | Jan Wojnowski                           | polnischer Gewichtheber                                                                             | 43    |       |
| 10. Februar | Knut Hansson                            | schwedischer Fußballspieler                                                                         | 78    |       |
| 10. Februar | Josef Hindels                           | österreichischer Gewerkschafter und Publizist                                                       | 74    |       |
| 10. Februar | Bill Sherwood                           | US-amerikanischer Drehbuchautor, Regisseur                                                          | 37    |       |
| 10. Februar | Hans Weiner-Dillmann                    | österreichischer Operetten-, Schlager- und Wienerliedkomponist                                      | 86    |       |
| 11. Februar | Pol Anoul                               | belgischer Fußballspieler                                                                           | 67    |       |
| 11. Februar | Helmut Bornefeld                        | deutscher Kirchenmusiker und Komponist                                                              | 83    |       |
| 11. Februar | Marie-Dominique Chenu                   | französischer katholischer Theologe                                                                 | 95    |       |
| 11. Februar | Max Goldberg                            | kanadischer Jazz-Trompeter                                                                          | 84    |       |
| 11. Februar | Ulrich Klever                           | deutscher Sachbuchautor und Journalist                                                              | 67    |       |
| 11. Februar | Oskar Protz                             | deutscher Ingenieur und Manager der deutschen Schiffbauindustrie                                    | 84    |       |
| 12. Februar | Joseph Peter Michael Denning            | US-amerikanischer Geistlicher, Weihbischof in Brooklyn                                              | 83    |       |
| 12. Februar | Robert Ouko                             | kenianischer Politiker, Außenminister (1979–1983 und 1988–1990)                                     | 58    |       |
| 12. Februar | Johannes Schildenberger                 | deutscher Benediktiner, römisch-katholischer Theologe und Bibelwissenschaftler                      | 93    |       |
| 13. Februar | Juliane Freiin von Campenhausen         | deutsche Politikerin                                                                                | 88    |       |
| 13. Februar | Robert Frick                            | deutscher Theologe                                                                                  | 88    |       |
| 13. Februar | Heinz Haber                             | deutscher Astrophysiker                                                                             | 76    |       |
| 13. Februar | Bernhard Hauff junior                   | deutscher Paläontologe und Museumsdirektor                                                          | 77    |       |
| 13. Februar | Michio Kuga                             | japanischer Mathematiker                                                                            |       |       |
| 14. Februar | Armistead L. Boothe                     | US-amerikanischer Politiker                                                                         | 82    |       |
| 14. Februar | Luděk Čajka                             | tschechischer Eishockeyspieler                                                                      | 26    |       |
| 14. Februar | Michel Drach                            | französischer Filmregisseur                                                                         | 59    |       |
| 14. Februar | Tony Holiday                            | deutscher Sänger                                                                                    | 38    |       |
| 14. Februar | John Marshall Robsion junior            | US-amerikanischer Politiker                                                                         | 85    |       |
| 14. Februar | Einar von Schuler                       | deutscher Altorientalist                                                                            | 59    |       |
| 14. Februar | Fritz Schulz-Reichel                    | deutscher Pianist und Komponist                                                                     | 77    |       |
| 15. Februar | Albert Bodmer                           | Schweizer Architekt und Stadtplaner                                                                 | 96    |       |
| 15. Februar | Keyes Beech                             | amerikanischer Journalist                                                                           | 76    |       |
| 15. Februar | Hans Bobek                              | österreichischer Geograph                                                                           | 86    |       |
| 15. Februar | Henry Brandon                           | US-amerikanischer Schauspieler                                                                      | 77    |       |
| 15. Februar | Walter Goldinger                        | österreichischer Historiker und Archivar                                                            | 79    |       |
| 15. Februar | Dorival Knippel                         | brasilianischer Fußballspieler – und trainer                                                        | 72    |       |
| 15. Februar | Heinrich Nagl                           | österreichischer Fußballspieler, Fußballschiedsrichter und Motorradrennfahrer                       | 85    |       |
| 15. Februar | Rudolf Schaad                           | deutscher Filmeditor und Filmregisseur                                                              | 88    |       |
| 15. Februar | Guido Waldmann                          | deutscher Musikpädagoge, Komponist und Pianist                                                      | 88    |       |
| 15. Februar | Count Yogi                              | US-amerikanischer Autor und Golfkünstler                                                            | 74    |       |
| 16. Februar | John Eastaugh                           | britischer anglikanischer Bischof                                                                   | 69    |       |
| 16. Februar | Keith Haring                            | US-amerikanischer Künstler                                                                          | 31    |       |
| 16. Februar | Luis Ortiz Monasterio                   | mexikanischer Bildhauer                                                                             | 83    |       |
| 16. Februar | Hillel Poritsky                         | US-amerikanischer Mathematiker                                                                      | 91    |       |
| 16. Februar | Maximilian Rueß                         | deutscher Bildhauer und Maler                                                                       | 64    |       |
| 16. Februar | J. C. Trewin                            | englischer Journalist und Theaterkritiker                                                           | 81    |       |
| 17. Februar | Robert Bernard                          | deutscher Fußballspieler                                                                            | 76    |       |
| 17. Februar | Brendan Corish                          | irischer Politiker                                                                                  | 71    |       |
| 17. Februar | Hap Day                                 | kanadischer Eishockeyspieler                                                                        | 88    |       |
| 17. Februar | Dino Falconi                            | italienischer Komödienautor, Drehbuchautor und Filmregisseur                                        | 87    |       |
| 17. Februar | Hermann Kah                             | deutscher Politiker (CDU), Oberbürgermeister von Schwäbisch Gmünd                                   | 85    |       |
| 17. Februar | Günter Rapp                             | deutscher Mühlenforscher                                                                            |       |       |
| 17. Februar | Erik Rhodes                             | US-amerikanischer Schauspieler und Musicaldarsteller                                                | 84    |       |
| 17. Februar | Allen Rivkin                            | US-amerikanischer Drehbuchautor                                                                     | 86    |       |
| 17. Februar | Wladimir Wassiljewitsch Schtscherbitzki | ukrainisch-sowjetischer Politiker, Mitglied des Politbüros der KPdSU                                | 72    |       |
| 17. Februar | Brigitte Seiler                         | deutsche Bibliothekarin                                                                             | 62    |       |
| 17. Februar | Hans Speier                             | deutsch-amerikanischer Soziologe                                                                    | 85    |       |
| 18. Februar | Günther Bornkamm                        | deutscher evangelischer Theologe                                                                    | 84    |       |
| 18. Februar | Fermín Estrella Gutiérrez               | argentinischer Schriftsteller spanischer Herkunft                                                   | 89    |       |
| 18. Februar | Fritz Paepcke                           | deutscher Romanist, Übersetzer und Übersetzungswissenschaftler                                      | 73    |       |
| 18. Februar | Frank Ross                              | US-amerikanischer Filmproduzent                                                                     | 85    |       |
| 18. Februar | Claude Spaak                            | belgisch-französischer Widerstandskämpfer und Dramatiker                                            | 85    |       |
| 19. Februar | Jacques Chouillet                       | französischer Romanist und Literaturwissenschaftler                                                 | 74    |       |
| 19. Februar | Ernest Cole                             | südafrikanischer Fotograf                                                                           | 49    |       |
| 19. Februar | Otto Neugebauer                         | österreichisch-US-amerikanischer Mathematiker und Astronom                                          | 90    |       |
| 19. Februar | Martin Piasek                           | deutscher Sinologe                                                                                  | 84    |       |
| 19. Februar | Michael Powell                          | britischer Filmregisseur                                                                            | 84    |       |
| 20. Februar | Wolodymyr Bjeljajew                     | sowjetischer Schriftsteller, Drehbuchautor und Journalist                                           | 82    |       |
| 20. Februar | Sérgio de Camargo                       | brasilianischer Bildhauer                                                                           | 59    |       |
| 20. Februar | Erich Heger                             | deutscher Jurist, Rechtsanwalt und Landrat                                                          | 83    |       |
| 20. Februar | Harry F. Klinefelter                    | US-amerikanischer Endokrinologe                                                                     | 77    |       |
| 20. Februar | Horst Naumann                           | deutscher Maler und Grafiker                                                                        | 81    |       |
| 20. Februar | Gotthold Rhode                          | polnisch-deutscher Historiker                                                                       | 74    |       |
| 20. Februar | Verdina Shlonsky                        | israelische Komponistin und Pianistin                                                               | 85    |       |
| 21. Februar | Anton Falb                              | deutscher Politiker                                                                                 | 84    |       |
| 21. Februar | Juanita Larrauri                        | argentinische Tangosängerin und Politikerin                                                         | 79    |       |
| 21. Februar | Christian Lenté                         | französischer Radrennfahrer                                                                         | 77    |       |
| 21. Februar | Charly Niessen                          | österreichischer Komponist und Liedtexter                                                           | 66    |       |
| 21. Februar | Waldemar von Radetzky                   | deutsch-baltischer SS-Offizier in der Einsatzgruppe C                                               | 79    |       |
| 21. Februar | Isaac Jacob Schoenberg                  | rumänisch-amerikanischer Mathematiker, Entdecker der Splines                                        | 86    |       |
| 21. Februar | Alexander von Swaine                    | deutscher Tänzer, Choreograf und Tanzpädagoge                                                       | 84    |       |
| 22. Februar | Aida Tsunao                             | japanischer Dichter                                                                                 | 75    |       |
| 22. Februar | Joaquín Casalduero                      | spanisch-US-amerikanischer Dichter, Romanist und Hispanist                                          | 86    |       |
| 22. Februar | Arthur H. Nadel                         | US-amerikanischer Regisseur, Filmproduzent und Drehbuchautor                                        | 68    |       |
| 22. Februar | Hubertus Rolshoven                      | deutscher Industriemanager                                                                          | 77    |       |
| 22. Februar | Basilius Senger                         | deutscher Theologe                                                                                  | 69    |       |
| 22. Februar | Johannes Streubel                       | deutscher Offizier, zuletzt Konteradmiral der NVA                                                   | 69    |       |
| 23. Februar | Hans-Heinrich Baetge                    | deutscher Bodenkundler und Hochschullehrer                                                          | 93    |       |
| 23. Februar | José Napoleón Duarte                    | salvadorianischer Politiker                                                                         | 64    |       |
| 23. Februar | James M. Gavin                          | US-amerikanischer Offizier und Botschafter                                                          | 82    |       |
| 23. Februar | Henryk Leliwa-Roycewicz                 | polnischer Offizier und Vielseitigkeitsreiter                                                       | 91    |       |
| 23. Februar | Dawid Samuilowitsch Samoilow            | russischer Dichter                                                                                  | 69    |       |
| 23. Februar | Martin Schweiger                        | deutscher Politiker (BP, CSU), Mdl Bayern und Landrat                                               | 79    |       |
| 23. Februar | Adalbert Seifriz                        | deutscher Politiker (CDU), MdL                                                                      | 87    |       |
| 24. Februar | Arthur Ayrault                          | US-amerikanischer Ruderer                                                                           | 55    |       |
| 24. Februar | Malcolm Forbes                          | amerikanischer Verleger                                                                             | 70    |       |
| 24. Februar | Sandro Pertini                          | italienischer Politiker, Mitglied der Camera dei deputati                                           | 93    |       |
| 24. Februar | Johnnie Ray                             | amerikanischer Popsänger                                                                            | 63    |       |
| 24. Februar | Hans Wagner                             | österreichischer Historiker                                                                         | 68    |       |
| 24. Februar | Hans Ulrich Zellweger                   | schweizerisch-amerikanischer Kinderarzt und Erstbeschreiber des Zellweger-Syndroms                  | 80    |       |
| 24. Februar | Ernst Zinn                              | deutscher klassischer Philologe und Germanist                                                       | 80    |       |
| 25. Februar | Rudolf Knöner                           | deutscher Physiker                                                                                  | 61    |       |
| 25. Februar | Hermann Opferkuch                       | deutscher Unternehmer und Politiker (CDU), MdL                                                      | 69    |       |
| 25. Februar | Friedrich Seegy                         | deutscher Architekt und Baubeamter                                                                  | 80    |       |
| 25. Februar | Alfred Truschel                         | deutscher Politiker (CDU), MdL                                                                      | 79    |       |
| 26. Februar | Eşref Akıncı                            | türkischer General                                                                                  |       |       |
| 26. Februar | Bruno Vailati                           | italienischer Regisseur, Drehbuchautor, Produzent und Dokumentarfilmer                              | 70    |       |
| 27. Februar | Johannes Draaijer                       | niederländischer Radrennfahrer                                                                      | 26    |       |
| 27. Februar | Alberto Giustolisi                      | italienischer Schachspieler                                                                         | 61    |       |
| 27. Februar | Nahum Norbert Glatzer                   | US-amerikanischer Rabbiner                                                                          | 86    |       |
| 27. Februar | André Parodi                            | Schweizer Diplomat                                                                                  | 80    |       |
| 27. Februar | Mihail D. Petruševski                   | jugoslawischer Altphilologe                                                                         | 78    |       |
| 27. Februar | Alexandru Rosetti                       | rumänischer Romanist und Rumänist                                                                   | 94    |       |
| 28. Februar | Salim Başol                             | türkischer Jurist und vorsitzender Richter in den Yassıada-Prozessen                                |       |       |
| 28. Februar | Mario Craveri                           | italienischer Kameramann                                                                            | 87    |       |
| 28. Februar | Kornel Filipowicz                       | polnischer Schriftsteller                                                                           | 76    |       |
| 28. Februar | Walter Kienitz                          | deutscher Brigadegeneral der Luftwaffe, Unterabteilungsleiter im Bundesnachrichtendienst            | 79    |       |
| 28. Februar | Russell Jacquet                         | US-amerikanischer Jazz-Trompeter                                                                    | 72    |       |
| 28. Februar | Manuel Sabre Marroquín                  | mexikanischer Pianist und Komponist                                                                 | 75    |       |
| 28. Februar | John O’Sullivan                         | irischer Politiker (Fine Gael)                                                                      | 63    |       |
| 28. Februar | Walter H. Schaad                        | Schweizer Architekt                                                                                 | 87    |       |
| 28. Februar | Peter K. Thomas                         | US-amerikanischer Lehrer und Zahnarzt                                                               | 75    |       |
| Februar     | Willy Krause                            | deutscher Schauspieler                                                                              | 88    |       |
| Februar     | Adalbert Wetzel                         | deutscher Unternehmer und Fußballfunktionär                                                         |       |       |

## März
| Tag      | Name                                    | Beruf, bekannt als                                                                                | Alter | Beleg |
| -------- | --------------------------------------- | ------------------------------------------------------------------------------------------------- | ----- | ----- |
| 1. März  | Max Bulla                               | österreichischer Radrennfahrer                                                                    | 84    |       |
| 1. März  | Hans-Peter Kirchwehm                    | deutscher Fußballspieler                                                                          | 48    |       |
| 2. März  | Martha Steffy Browne                    | österreichisch-amerikanische Wirtschaftswissenschaftlerin                                         | 91    |       |
| 2. März  | Josefina Halein                         | deutsche Verwaltungsangestellte und Politikerin                                                   | 86    |       |
| 2. März  | Shakey Jake Harris                      | US-amerikanischer Sänger und Songschreiber                                                        | 68    |       |
| 3. März  | Hermann Killer                          | deutscher Musikwissenschaftler                                                                    | 87    |       |
| 3. März  | Bruce Low                               | niederländischer Schlager- und Gospelsänger                                                       | 76    |       |
| 3. März  | Louis Page                              | französischer Kameramann                                                                          | 84    |       |
| 3. März  | Charlotte Moore Sitterly                | US-amerikanische Astronomin                                                                       | 91    |       |
| 4. März  | Friedrich Bauer                         | deutscher Kommunalpolitiker                                                                       | 83    |       |
| 4. März  | Josef Dittmeier                         | deutscher Politiker (SPD)                                                                         | 70    |       |
| 4. März  | Konstantin Konstantinowitsch Kokkinaki  | sowjetischer Testpilot                                                                            | 79    |       |
| 4. März  | Wassili Filippowitsch Margelow          | russischer Militär, Armeegeneral der sowjetischen Luftlandetruppen                                | 81    |       |
| 4. März  | Heinz Schnackertz                       | deutscher Kameramann                                                                              | 78    |       |
| 4. März  | Gerd Wollburg                           | deutscher Wirtschaftsjurist                                                                       | 66    |       |
| 4. März  | Harry Worthington                       | US-amerikanischer Weitspringer                                                                    | 98    |       |
| 5. März  | Gérard Blitz                            | belgischer Unternehmer                                                                            | 78    |       |
| 5. März  | Edmund Conen                            | deutscher Fußballspieler                                                                          | 75    |       |
| 5. März  | Heinz Hinners                           | deutscher Amtsvorsteher und Politiker (SPD), MdBB                                                 | 77    |       |
| 5. März  | Erni Kniepert                           | österreichische Kostümbildnerin                                                                   | 78    |       |
| 5. März  | Timothy Mason                           | britischer Historiker                                                                             | 50    |       |
| 5. März  | Gary Merrill                            | US-amerikanischer Schauspieler                                                                    | 74    |       |
| 5. März  | Gina Pane                               | italienische Künstlerin                                                                           | 50    |       |
| 5. März  | Peter Adolf Thiessen                    | deutscher Chemiker                                                                                | 90    |       |
| 5. März  | Karel Thijs                             | belgischer Radrennfahrer                                                                          | 71    |       |
| 5. März  | William Appleman Williams               | US-amerikanischer Historiker                                                                      | 68    |       |
| 6. März  | Peter Heinrich von Blanckenhagen        | amerikanischer Klassischer Archäologe                                                             | 80    |       |
| 6. März  | Giovanni Battista Dal Prà               | italienischer Geistlicher, römisch-katholischer Bischof von Terni-Narni-Amelia                    | 87    |       |
| 6. März  | Albert Dunlop                           | englischer Fußballtorhüter                                                                        | 57    |       |
| 6. März  | Joe Harris                              | US-amerikanischer Boxer                                                                           | 44    |       |
| 6. März  | Friedrich Hielscher                     | deutscher Publizist, Religionsphilosoph und Widerstandskämpfer                                    | 87    |       |
| 6. März  | Kagawa Tarō                             | japanischer Fußballspieler                                                                        | 67    |       |
| 6. März  | E. T. Klassen                           | US-amerikanischer Geschäftsmann                                                                   | 81    |       |
| 06. März | Adam Papée                              | polnischer Fechter, Fechttrainer und Sportfunktionär                                              | 94    |       |
| 6. März  | William Raborn                          | US-amerikanischer Offizier, Vizeadmiral der United States Navy                                    | 84    |       |
| 6. März  | Joe Sewell                              | US-amerikanischer Baseballspieler                                                                 | 91    |       |
| 6. März  | Bertold Spuler                          | deutscher Orientalist                                                                             | 78    |       |
| 6. März  | Earl T. Wagner                          | US-amerikanischer Politiker (Demokratische Partei)                                                | 81    |       |
| 6. März  | Vincent Weber                           | deutscher Maler                                                                                   | 87    |       |
| 7. März  | Claude Arrieu                           | französische Komponistin                                                                          | 86    |       |
| 7. März  | Ruth Glass                              | britische Soziologin deutscher Herkunft                                                           | 77    |       |
| 7. März  | Chenork Kaloustian                      | 82. armenisch-apostolischer Patriarch von Konstantinopel                                          | 76    |       |
| 7. März  | Hubert Klier                            | österreichischer Komponist, Texter und Sänger                                                     | 65    |       |
| 7. März  | Jay Lovestone                           | US-amerikanischer KP-Funktionär, Mitarbeiter AFL-CIO, CIA-Agent                                   | 92    |       |
| 7. März  | Albert Menne                            | deutscher Philosoph und Logiker                                                                   | 66    |       |
| 7. März  | Werner Müller                           | deutscher Ethnologe                                                                               | 82    |       |
| 7. März  | Rudolf Neuhaus                          | deutscher Dirigent                                                                                | 76    |       |
| 7. März  | Luís Carlos Prestes                     | brasilianischer Führer der 1920er „tenente“ Rebellion                                             | 92    |       |
| 7. März  | Mihály Tóth                             | ungarischer Fußballspieler                                                                        | 63    |       |
| 7. März  | Carl Alvar Wirtanen                     | US-amerikanischer Astronom                                                                        | 79    |       |
| 8. März  | Erkki Aaltonen                          | finnischer Komponist                                                                              | 79    |       |
| 8. März  | Tomáš Holý                              | tschechoslowakischer Schauspieler                                                                 | 21    |       |
| 8. März  | Léo Maillet                             | deutsch-schweizerischer Maler und Radierer                                                        | 87    |       |
| 8. März  | Gerhard Richter-Bernburg                | deutscher Geologe                                                                                 | 83    |       |
| 8. März  | Erich Stach                             | deutscher Geologe                                                                                 | 94    |       |
| 8. März  | David Gordon Tucker                     | britischer Ingenieur und Historiker                                                               | 75    |       |
| 9. März  | Hans Geitmann                           | deutscher Ingenieur und Vorstand der Deutschen Bundesbahn                                         | 88    |       |
| 9. März  | Carlos Alberto Peronace                 | argentinischer Schachkomponist                                                                    | 57    |       |
| 9. März  | Martial Singher                         | französischer Opernsänger und Musikpädagoge                                                       | 85    |       |
| 10. März | Bruno Bělčík                            | tschechischer Geiger                                                                              | 66    |       |
| 10. März | Hans Hvass                              | dänischer Zoologe, Sachbuchautor und Tierschützer                                                 | 88    |       |
| 10. März | Juri Jewgenjewitsch Perlin              | russisch-moldawischer Festkörperphysiker und Hochschullehrer                                      | 72    |       |
| 10. März | Rose Renée Roth                         | österreichische Schauspielerin                                                                    | 87    |       |
| 10. März | Otto Schuhart                           | deutscher Marineoffizier                                                                          | 80    |       |
| 10. März | Lance Tingay                            | britischer Sportjournalist                                                                        | 74    |       |
| 10. März | Tseng Kwong Chi                         | US-amerikanischer Fotograf                                                                        |       |       |
| 10. März | Adolf Watznauer                         | deutscher Geologe                                                                                 | 82    |       |
| 11. März | Els Daniel-Stroh                        | deutsche Künstlerin                                                                               | 94    |       |
| 11. März | Cornelis Dusseldorp                     | niederländischer Ruderer                                                                          | 81    |       |
| 11. März | Armas Sten Fühler                       | deutscher Schauspieler, Regisseur und Hörspielsprecher                                            | 78    |       |
| 11. März | Haddon King                             | australischer Geologe                                                                             | 85    |       |
| 11. März | Lothar Müller-Nedebock                  | Missionar, Präses der Evangelisch-Lutherischen Kirche im südlichen Afrika                         | 60    |       |
| 11. März | Oronzo Pugliese                         | italienischer Fußballspieler und -trainer                                                         | 79    |       |
| 11. März | Mathias Rebitsch                        | österreichischer Bergsteiger                                                                      | 78    |       |
| 11. März | Rudolf Schümperli                       | Schweizer Politiker                                                                               | 83    |       |
| 12. März | Héctor Ayala                            | argentinischer Gitarrist und Komponist                                                            | 75    |       |
| 12. März | Lamberto Cesari                         | italienischer Mathematiker                                                                        | 79    |       |
| 12. März | Jean Darbelnet                          | französischer Linguist, Anglist und Romanist                                                      | 85    |       |
| 12. März | Baldur Hönlinger                        | österreichischer Schachmeister                                                                    | 84    |       |
| 12. März | Rosamond Lehmann                        | englische Schriftstellerin                                                                        | 89    |       |
| 12. März | Edgar von Pelchrzim                     | deutscher Ballettmeister und Choreograf                                                           | 85    |       |
| 12. März | Philippe Soupault                       | französischer Dichter und Schriftsteller                                                          | 92    |       |
| 12. März | Harry South                             | britischer Jazzpianist und Komponist                                                              | 60    |       |
| 12. März | Adolphe Touffait                        | französischer Fußballspieler und Jurist                                                           | 82    |       |
| 13. März | Hugo Berger                             | deutscher Richter am Bundesarbeitsgericht und des Bundesverfassungsgerichts                       | 92    |       |
| 13. März | Bruno Bettelheim                        | US-amerikanischer Psychoanalytiker und Kinderpsychologe                                           | 86    |       |
| 13. März | Ernst Goldenbaum                        | deutscher Politiker, MdV, Vorsitzender der DBD und Minister für Land- und Forstwirtschaft der DDR | 91    |       |
| 13. März | Hans Grisebach                          | deutscher Biochemiker                                                                             | 64    |       |
| 13. März | Oskar Hippe                             | deutscher Trotzkist, Opfer von Nationalsozialismus und Stalinismus                                | 89    |       |
| 13. März | Josef Mittendorfer                      | österreichischer Salinenmeister und Politiker (ÖVP), Abgeordneter zum Nationalrat                 | 88    |       |
| 13. März | Karl Münchinger                         | deutscher Dirigent                                                                                | 74    |       |
| 13. März | Marcia Nardi                            | US-amerikanische Dichterin                                                                        | 88    |       |
| 13. März | Erika Pelikowsky                        | österreichische Schauspielerin                                                                    | 74    |       |
| 13. März | Emma Plank                              | austroamerikanische Pädagogin                                                                     | 84    |       |
| 13. März | Walter Steinweden                       | deutscher Unternehmer                                                                             | 89    |       |
| 13. März | Michael Stewart                         | britischer Politiker, Mitglied des House of Commons                                               | 83    |       |
| 13. März | Gottfried Weimann                       | deutscher Leichtathlet                                                                            | 82    |       |
| 14. März | Wilhelm Baumann                         | deutscher Feldhandballspieler                                                                     | 77    |       |
| 14. März | Graham Martin                           | US-amerikanischer Diplomat und letzter US-Botschafter in Saigon                                   | 77    |       |
| 14. März | Juri Alexejewitsch Sokolow              | sowjetischer Judoka                                                                               | 29    |       |
| 14. März | Léo Souris                              | belgischer Jazzmusiker                                                                            | 78    |       |
| 15. März | Isidor Hermengild Hintringer            | österreichischer Ordensgeistlicher                                                                | 84    |       |
| 16. März | Ernst Bacon                             | US-amerikanischer Komponist, Dirigent, Pianist und Musikpädagoge                                  | 91    |       |
| 16. März | Viktorin Beljajew                       | russisch-orthodoxer Bischof von Wien und Österreich                                               | 86    |       |
| 16. März | John Blatt                              | US-amerikanischer Physiker                                                                        | 68    |       |
| 16. März | Wolfgang Clemen                         | deutscher Anglist und Literaturwissenschaftler                                                    | 80    |       |
| 16. März | Peter Elster                            | Oberkreisdirektor, Landschaftspräsident                                                           | 76    |       |
| 16. März | Fritz Ewert                             | deutscher Fußballspieler                                                                          | 53    |       |
| 16. März | James Frank Gilliam                     | US-amerikanischer Althistoriker und Klassischer Philologe                                         | 75    |       |
| 16. März | Angus Scott                             | britischer Hürdenläufer und Sprinter                                                              | 62    |       |
| 17. März | Mikio Andō                              | japanischer Schriftsteller                                                                        | 60    |       |
| 17. März | Albert Brochon                          | Schweizer Politiker (BGB)                                                                         | 90    |       |
| 17. März | Capucine                                | französische Schauspielerin                                                                       | 62    |       |
| 17. März | Alfred Cohausz                          | deutscher Jurist, Regionalhistoriker und Autor                                                    | 93    |       |
| 17. März | Ric Grech                               | britischer Rockmusiker                                                                            | 43    |       |
| 17. März | Nanette Guilford                        | US-amerikanische Sängerin (Sopran)                                                                | 86    |       |
| 17. März | Thea Saefkow                            | deutsche Politikerin (SED)                                                                        | 79    |       |
| 17. März | Carmelo Samonà                          | italienischer Autor, Romanist und Hispanist                                                       | 64    |       |
| 18. März | Georg Ernst                             | deutscher Arzt                                                                                    | 89    |       |
| 18. März | Anton Köchling                          | deutscher Verwaltungsjurist und Politiker (CDU)                                                   | 87    |       |
| 18. März | Karl Lieser                             | deutscher Architekt und Hochschullehrer                                                           | 88    |       |
| 18. März | Otto Lüdecke                            | deutscher Fußballspieler                                                                          | 81    |       |
| 19. März | Oyinkan Abayomi                         | nigerianische Politikerin, Frauenrechtlerin und Lehrerin                                          | 93    |       |
| 19. März | Franz Felke                             | deutscher Unternehmer                                                                             | 88    |       |
| 19. März | Wilhelm Flügge                          | deutscher Ingenieurwissenschaftler für Mechanik                                                   | 86    |       |
| 19. März | Leopold Neumer                          | österreichischer Fußballspieler                                                                   | 71    |       |
| 19. März | Robert Pilchowski                       | Schweizer Schriftsteller                                                                          | 80    |       |
| 19. März | Richard Skarabis                        | deutscher SS-Führer                                                                               | 94    |       |
| 19. März | Maria Stommel                           | deutsche Politikerin (CDU), MdB                                                                   | 76    |       |
| 19. März | Fritz Umland                            | deutscher Chemiker und Hochschullehrer                                                            | 68    |       |
| 19. März | Andrew Wood                             | US-amerikanischer Rockmusiker                                                                     | 24    |       |
| 20. März | Hildegard Bienen                        | deutsche bildende Künstlerin                                                                      | 64    |       |
| 20. März | Maurice Cloche                          | französischer Filmregisseur, Drehbuchautor und Filmproduzent                                      | 82    |       |
| 20. März | Lew Iwanowitsch Jaschin                 | sowjetischer Fußballtorhüter                                                                      | 60    |       |
| 20. März | Wilhelm Neef                            | deutscher Filmkomponist                                                                           | 74    |       |
| 20. März | Maximilian Renner                       | deutscher Zoologe                                                                                 | 70    |       |
| 20. März | Victor Rothschild, 3. Baron Rothschild  | britischer Zoologe, Bankier und politischer Berater                                               | 79    |       |
| 20. März | Horst Schimmelpfennig                   | deutscher Kino- und Konzertorganist                                                               | 78    |       |
| 21. März | Tilly de Garmo                          | deutsche Opernsängerin und Gesangslehrerin                                                        | 101   |       |
| 21. März | Hans Glatzel                            | deutscher Ernährungsphysiologe                                                                    | 87    |       |
| 22. März | Gerald Bull                             | kanadischer Artilleriewissenschaftler                                                             | 62    |       |
| 22. März | Fredi Chiappelli                        | italienischer Philologe, Historiker und Renaissanceforscher                                       | 69    |       |
| 22. März | Robert Karplus                          | US-amerikanischer Physiker                                                                        | 63    |       |
| 22. März | Adolf Klimek                            | tschechoslowakischer Jurist, Politiker und Abgeordneter                                           | 94    |       |
| 22. März | Adolf Köberle                           | deutscher Theologe                                                                                | 91    |       |
| 22. März | Bruno Theek                             | deutscher Pfarrer und Schriftsteller                                                              | 98    |       |
| 22. März | Karl Zipf                               | deutscher Arzt und Pharmakologe                                                                   | 95    |       |
| 23. März | Maria Madlen Madsen                     | deutsche Sopranistin und Schauspielerin                                                           | 85    |       |
| 23. März | Herbert Meschkowski                     | deutscher Mathematiker                                                                            | 81    |       |
| 23. März | Jack Nathan                             | britischer Jazz- und Unterhaltungsmusiker                                                         | 79    |       |
| 23. März | Al Sears                                | US-amerikanischer Jazzmusiker                                                                     | 80    |       |
| 24. März | John Louis Morkovsky                    | US-amerikanischer römisch-katholischer Geistlicher, Bischof von Galveston-Houston                 | 80    |       |
| 24. März | Alice Sapritch                          | französische Schauspielerin und Sängerin                                                          | 73    |       |
| 24. März | An Wang                                 | US-amerikanischer Computerentwickler und Erfinder                                                 | 70    |       |
| 25. März | Karl Brown                              | US-amerikanischer Kameramann, Drehbuchautor und Regisseur                                         | 93    |       |
| 25. März | Carl Emmermann                          | deutscher Marineoffizier und U-Bootskommandant im Zweiten Weltkrieg                               | 75    |       |
| 25. März | Bertil Linde                            | schwedischer Eishockeyspieler                                                                     | 83    |       |
| 25. März | Charles Ernest Lucet                    | französischer Botschafter                                                                         | 79    |       |
| 25. März | Herbert Stößlein                        | deutscher Politiker (NDPD); Journalist                                                            | 80    |       |
| 26. März | Filippo Tiago Broers                    | römisch-katholischer Bischof                                                                      | 73    |       |
| 26. März | Ernst Degn                              | österreichischer Maler                                                                            | 85    |       |
| 26. März | Roy Halston Frowick                     | US-amerikanischer Modedesigner                                                                    | 57    |       |
| 26. März | Otto Gramcko                            | deutscher Kommunal- und Landespolitiker (SPD), MdL                                                | 88    |       |
| 26. März | Christian Meyer-Oldenburg               | deutschsprachiger Science-Fiction-Autor                                                           | 53    |       |
| 26. März | Michel Mirowski                         | polnischer Erfinder, Miterfinder des implantierbaren automatischen Defibrillators                 | 65    |       |
| 26. März | Jacques Roger                           | französischer Wissenschaftshistoriker                                                             |       |       |
| 27. März | Percy Beard                             | US-amerikanischer Hürdenläufer                                                                    | 82    |       |
| 27. März | František Kopečný                       | tschechischer Slawist und Bohemist                                                                | 80    |       |
| 27. März | August Marx                             | deutscher Hochschullehrer, Priester und Seelsorger                                                | 83    |       |
| 28. März | Gino Cappello                           | italienischer Fußballspieler                                                                      | 69    |       |
| 28. März | Arthur Engler                           | deutscher Politiker (CDU), MdL                                                                    | 72    |       |
| 28. März | Kurt Scharf                             | deutscher Theologe, evangelischer Bischof                                                         | 87    |       |
| 28. März | Gerhard Schmidt                         | deutscher Kommunalpolitiker (SPD)                                                                 | 75    |       |
| 28. März | Wilhelm Thiele                          | deutscher Politiker (NSDAP), MdR                                                                  | 92    |       |
| 28. März | Helene Whitney                          | US-amerikanische Schauspielerin                                                                   | 75    |       |
| 29. März | Óscar Acúrsio                           | portugiesischer Schauspieler                                                                      | 73    |       |
| 29. März | Walter Balz                             | deutscher Politiker (SPD, FDP)                                                                    | 79    |       |
| 29. März | Isabel de Ceballos-Escalera y Contreras | spanische Kuratorin und Museumsleiterin                                                           | 70    |       |
| 29. März | Tobias Dohrn                            | deutscher Klassischer Archäologe                                                                  | 79    |       |
| 29. März | Alain Oulman                            | portugiesischer Komponist und Verleger                                                            | 61    |       |
| 29. März | Eberhard Schenk zu Schweinsberg         | deutscher Kunsthistoriker                                                                         | 97    |       |
| 30. März | Joseph O. Hirschfelder                  | US-amerikanischer Chemiker                                                                        | 78    |       |
| 30. März | Eberhard Klagemann                      | deutscher Filmproduzent                                                                           | 85    |       |
| 31. März | Jerzy Karol Ablewicz                    | polnischer Geistlicher, Bischof von Tarnów                                                        | 70    |       |
| 31. März | Piera Aulagnier                         | französische Psychoanalytikerin und Psychiaterin                                                  | 66    |       |
| 31. März | Verena Merz                             | Schweizer Malerin                                                                                 | 30    |       |
| 31. März | Knut Ansgar Nelson                      | dänischer katholischer Bischof von Stockholm                                                      | 83    |       |
| 31. März | Heinz-Günter Wittmann                   | deutscher Biochemiker                                                                             | 63    |       |
| März     | Eric Anderson                           | englischer Fußballspieler                                                                         | 58    |       |
| März     | Enrique Kistenmacher                    | argentinischer Leichtathlet                                                                       | 66    |       |